# 빌헬름 하메르스회이

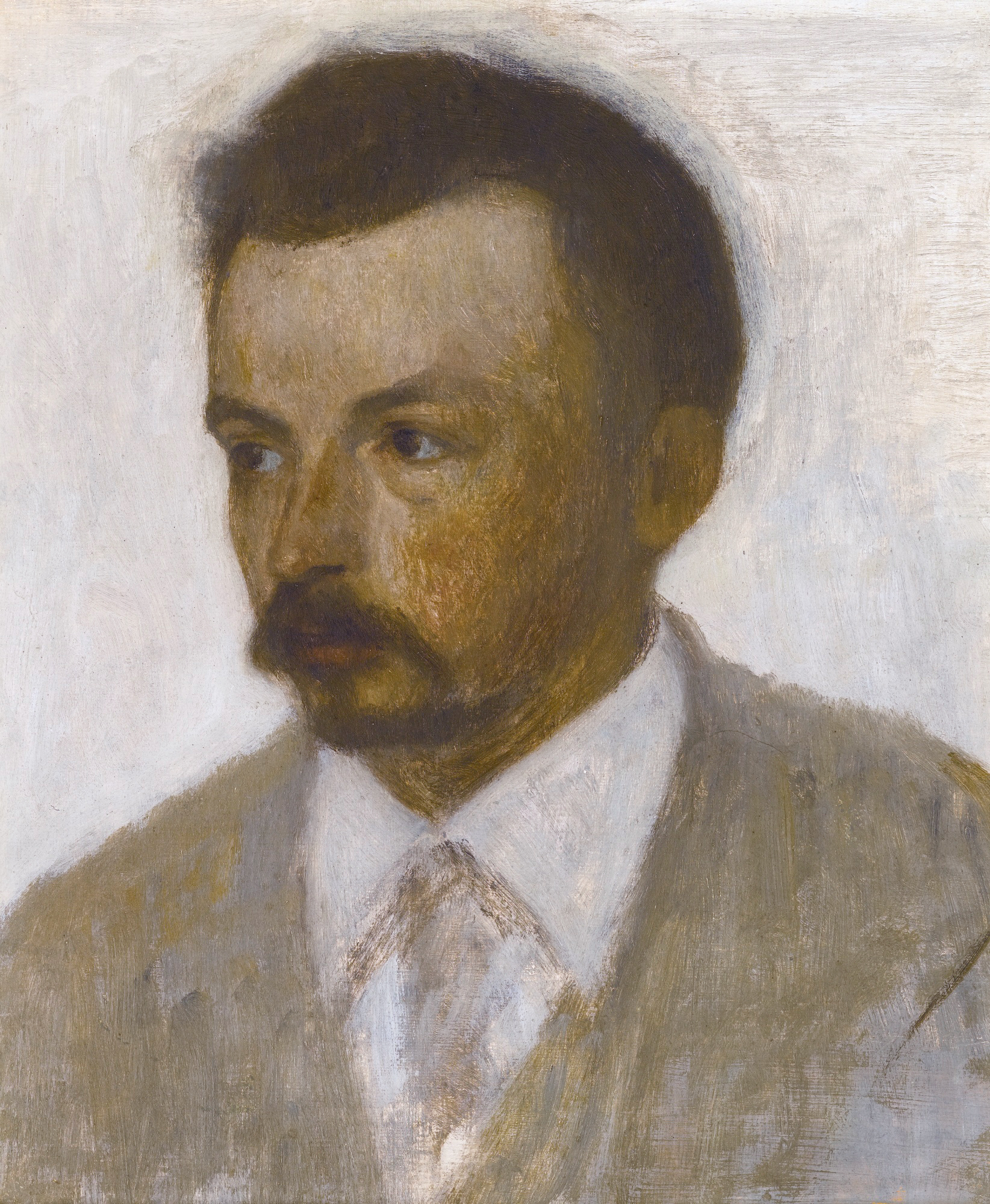
1895년에 제작된 빌헬름 하메르스호이의 자화상

빌헬름 하메르스호이(덴마크어: Vilhelm Hammershøi, 1864년 5월 15일 코펜하겐 ~ 1927년 2월 13일 코펜하겐)는 덴마크의 화가이다.

## 생애
1864년 코펜하겐에서 부유한 상인의 아들로 태어났으며 덴마크 왕립 미술 아카데미에서 미술 교육을 받았다. 1885년에 열린 덴마크 왕립 미술 아카데미 전시회에서 자신의 여동생이었던 아나 하메르스호이(Anna Hammershøi)를 소재로 한 인물화인 《소녀의 초상화》를 출품했다.
1891년에는 화가였던 페테르 일스테드(Peter Ilsted)의 누이동생인 이다(Ida)와 결혼했다. 1898년부터 1909년까지는 코펜하겐에 위치한 스트란가데 30번지(Strandgade 30)에서 작업실을 차리면서 실내 풍경을 소재로 한 그림을 제작했고 1913년에는 스트란가데 25번지(Strandgade 25)로 이주했다.
1908년에는 덴마크 왕립 미술 아카데미 총회의 임원으로 선출되었으며 1910년에는 평의원으로 선출되었다. 1910년대에는 유럽 각지에서 열린 미술 작품 전시회에서 높은 평가를 받았다. 특히 1911년 이탈리아 로마에서 열린 국제 미술 작품 전시회에서는 1위를 수상했다. 1916년 코펜하겐에서 후두암으로 인해 사망했다.